# Kimarite
Los kimarite (Japonés: 決まり手) son las técnicas utilizadas en el sumo por los rikishi (luchadores) para ganar un combate. Estas son decididas y anunciadas oficialmente por el gyōji (árbitro) al final de un enfrentamiento, no obstante, los jueces también pueden modificar esta decisión. Los registros de los kimarite son guardados para propósitos estadísticos.
La Asociación Japonesa de Sumo (JSA) ha reconocido oficialmente ochenta y dos de estas técnicas desde 2001, con cinco adicionales reconocidas como "no técnicas" ganadoras. Sin embargo, solo una docena de estas técnicas son utilizadas con frecuencia por los rikishi.
Un combate de sumo puede ser ganado incluso sin la necesidad de usar un kimarite, en este caso conllevando a la descalificación debido a un kinjite (falta), como por ejemplo golpear al oponente con el puño cerrado.

## Técnicas básicas
Las técnicas básicas (基本技, kihonwaza) son algunas de las técnicas más comunes para ganar en el sumo, exceptuando el abisetaoshi.

### Abisetaoshi
El abisetaoshi (浴びせ倒し, "forcejo hacia abajo invertido") es un kimarite básico raramente utilizado que consiste en empujar al oponente para que toque el suelo primero con su espalda mientras el atacante se inclina hacia adelante manteniendo el agarre.

### Oshidashi

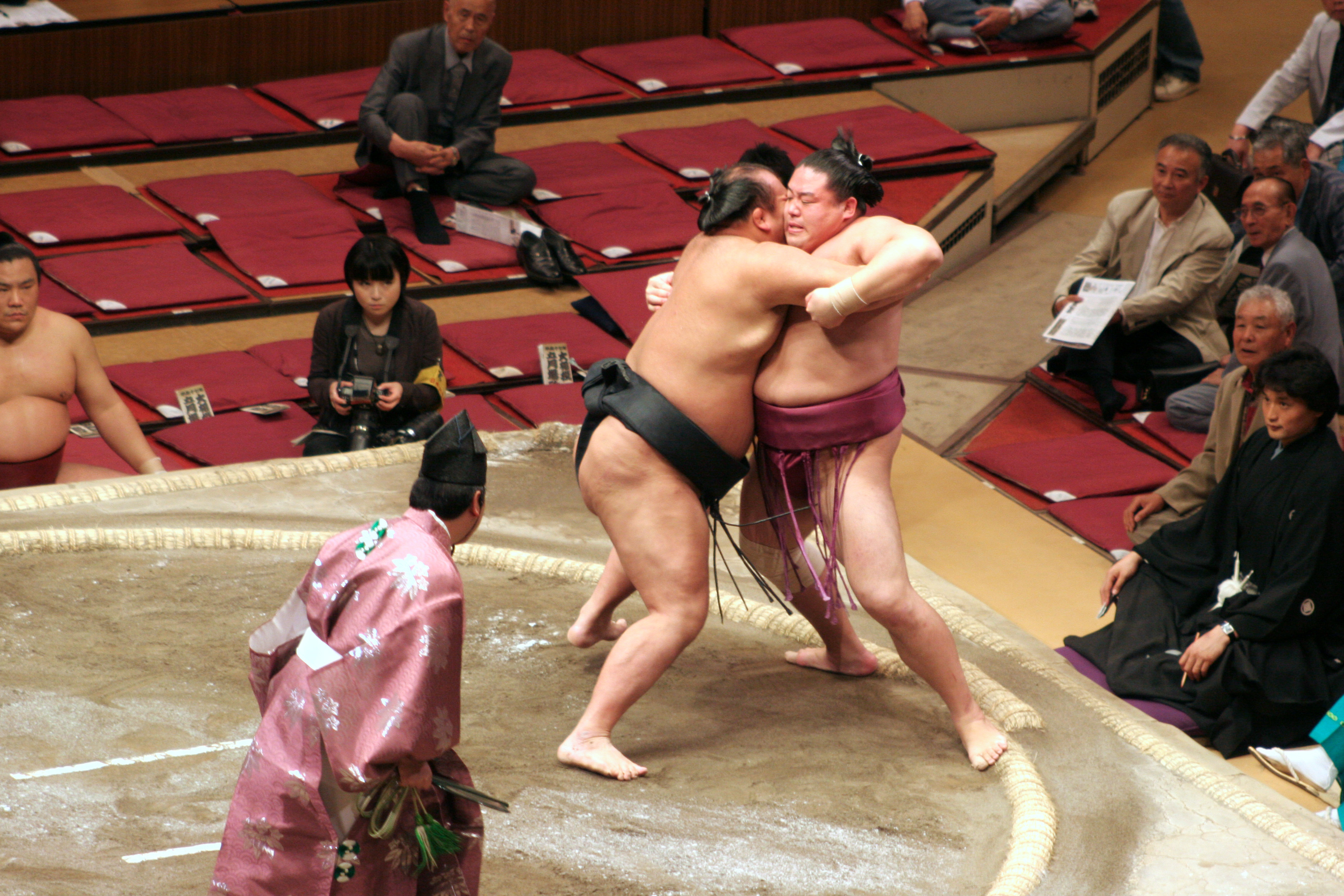
Oshidashi utilizado como kimarite.

El oshidashi (押し出し, "empuje frontal hacia afuera") es un kimarite básico que consiste en empujar al oponente fuera del ring utilizando ambos brazos, sin agarrar el mawashi (cinto) y sin extenderlos.

### Oshitaoshi
El oshitaoshi (押し倒し, "empuje frontal hacia abajo") es similar al oshidashi, con la excepción de que el atacante hace caer al oponente hacia el suelo (en oposición a estar de pie).

### Tsukidashi
El tsukidashi (突き出し, "empujón de mano frontal hacia afuera") es un kimarite básico que consiste en utilizar uno o varios empujones de mano para forzar al oponente hacia afuera del ring sin mantener contacto corporal.

### Tsukitaoshi
El tsukitaoshi (突き倒し, "empujón de mano frontal hacia abajo") es similar al tsukidashi, con la excepción de que el atacante hace caer al oponente hacia el suelo (en oposición a estar de pie).

### Yorikiri
El yorikiri (寄り切り, "forcejo frontal hacia afuera") es un kimarite básico en el cual el rikishi atacante mantiene un agarre sobre el mawashi del oponente y lo fuerza hacia afuera del ring. Este es el kimarite más común en el sumo y es el resultado de aproximadamente el 32,4% de todos los combates profesionales.

### Yoritaoshi
El yoritaoshi (寄り倒し, "aplastada frontal hacia afuera") es similar al yorikiri, con la excepción de que el atacante hace caer al oponente fuera del ring (en oposición a estar de pie), aplastándolo efectivamente.

## Tropezones
Las técnicas de tropezón (Japonés: 掛け手, rōmaji: kakete) son los kimarite en donde el rikishi atacante gana el combate mediante el tropiezo o agarre de las piernas del oponente para así hacer que caiga al suelo o se salga del ring.

### Ashitori
El ashitori (足取り, "agarre de pierna") es un kimarite en donde el rikishi atacante agarra una de las piernas del oponente, resultando en una pérdida de balance, permitiéndole sacarlo fuera del ring.

### Chongake
El chongake (ちょん掛け, "tropezón de talón") es un kimarite en donde el rikishi atacante provoca que su oponente se tropiece utilizando uno de sus talones, resultando en la pérdida de balance y forzando al oponente a caer al suelo de espalda.

### Kawazugake
El kawazugake (河津掛け, "contra derribo invertido") es un kimarite en donde el rikishi atacante envuelve su pierna al rededor de la pierna contraria del oponente y hace que se tropiece de espalda mientras se aferra a la parte superior de su cuerpo.

### Kekaeshi
El kekaeshi (蹴返し, "barrido de pie menor") es un kimarite que consiste en patear la parte interna del pie del oponente. Usualmente este es acompañado de una halada rápida para que el oponente pierda el balance y caiga al suelo. 

### Ketaguri
El ketaguri (蹴手繰り, "barrido de talón hacia afuera") es un kimarite en donde, tras haber comenzado el tachi-ai, el atacante patea una de las piernas del oponente hacia afuera y luego lo embiste o gira hacia el suelo del dohyō.

### Kirikaeshi
El kirikaeshi (切り返し, "tropezón de rodilla invertido") es un kimarite en donde el atacante coloca su pierna detrás de la rodilla del oponente, y mientras lo gira de lado y hacia atrás, lo avienta sobre su pierna para que caiga hacia abajo.

### Komatasukui
El komatasukui (小股掬い, "caída de cuerpo por encima del muslo") es un kimarite en donde un oponente responde al ser lanzado y coloca su pierna hacia adelante para balancearse a sí mismo, agarrando la parte inferior del muslo del oponente, levantándolo y haciendo que caiga al suelo.

### Kozumatori
El kozumatori (小褄取り, "agarre de tobillo") es un kimarite en donde el atacante agarra al oponente por el tobillo y lo levanta, provocando que caiga al suelo.

### Mitokorezeme
El mitokorezeme (三所攻め, "ataque triple forzado") es un ataque triple. Consiste en envolver una pierna al rededor de la pierna del oponente, colocar la otra pierna detrás del muslo, y embestir usando la cabeza sobre el pecho del oponente, el atacante lo empuja hacia arriba y fuera de la superficie, para luego aventarlo al suelo de espalda.
Esta es una técnica bastante rara, utilizada por primera vez en la era moderna por Mainoumi Shūhei. Este la utilizó al menos dos o tres veces a principios de los años 90 (oficialmente dos veces, ya que en la tercera ocasión su victoria fue juzgada por los espectadores como un mitokorezeme, pero oficialmente se declaró como un uchigake).
Esta técnica fue utilizada por primera vez en una victoria de Ishiura contra Nishikigi en el octavo día (domingo, 17 de noviembre de 2019) del basho de Fukuoka, desde la era de Mainoumi en 1993.

### Nimaigeri
El nimaigeri (二枚蹴り, "pateo de tobillo con giro") es un kimarite en donde el atacante patea al oponente desbalanceado en la parte de afuera de su tobillo para luego hacer que caiga al suelo.

### Ōmata
El ōmata (大股, "caída de cuerpo con el muslo") es un kimarite en donde, tras el escape del oponente de un komatsukui al extender el otro pie, el atacante levanta el pie desbalanceado para luego hacer que el oponente que caiga al suelo.

### Sotogake
El sotogake (外掛, "tropezón de pierna exterior") es un kimarite en donde el atacante envuelve su pantorrilla al rededor de la pantorrilla del oponente por la parte exterior y lo mueve hacia atrás.
El ex-campeón de peso ligero de la UFC Lyoto Machida, con experiencia previa en el sumo, ha utilizado esta técnica de manera efectiva múltiples veces durante su carrera en las artes marciales mixtas.

### Sotokomata
El sotokomata (外小股, "caída de cuerpo por encima del muslo") es un kimarite en donde, al haber el oponente evitado un nage, el atacante agarra el muslo del oponente por la parte exterior, levantándolo y haciendo que caiga al suelo de espalda. Es similar al komatsukui.

### Susoharai
El susoharai (裾払い, "barrido de pie trasero") es un kimarite en donde, al haber el oponente evitado un nage, el atacante mueve su rodilla debajo del muslo del oponente y lo empuja para que caiga al suelo.

### Susotori
El susotori (裾取り, "agarre de pie") es un kimarite en donde, al haber el oponente evitado un nage, el atacante agarra el tobillo del oponente provocando que caiga al suelo.

### Tsumatori
El tsumatori (褄取り, "agarre de pie trasero") es un kimarite en donde, tras la pérdida de balance del oponente al moverse hacia adelante, el atacante agarra la pierna y hala hacia atrás, asegurando que el oponente caiga al suelo.

### Uchigake
El uchigake (内掛け, "tropezón de pierna interior") es un kimarite que consiste en envolver la pantorrilla al rededor de la pantorrilla del oponente por la parte de adentro para luego hacer que caiga de espalda.

### Watashikomi
El watashikomi (渡し込み, "agarre de muslo con empuje hacia abajo") es un kimarite que consiste en agarrar la parte de abajo del muslo o rodilla del oponente con una mano y empujarlo con el otro brazo, provocando que este se caiga o se salga del ring.

## Derribos
Las técnicas de derribo (Japonés: 投げ手, rōmaji: nagete) son los kimarite en donde el rikishi atacante gana el combate mediante el lanzamiento del oponente hacia el suelo del dohyō o fuera del ring.

### Ipponzeoi
El ipponzeoi (一本背負い, "derribo de hombro con un solo brazo") es un kimarite en donde, tras moverse hacia atrás y a un lado, el oponente es halado por el atacante, lanzándolo fuera del ring agarrando uno de sus brazos con las dos manos.

### Kakenage
El kakenage (掛け投げ, "derribo con enganche de muslo interno") es un kimarite que consiste en levantar el muslo del oponente con una pierna manteniéndose aferrado a su cuerpo con ambas manos para así lograr derribarlo al suelo.

### Koshinage
El koshinage (腰投げ, "derribo de cadera") es un kimarite que consiste en agarrar al oponente y halarlo sobre la cadera del atacante, para luego lanzarlo al suelo de espalda.

### Kotenage
El kotenage (小手投げ, "derribo de brazo") es un kimarite en donde el atacante envuelve su brazo al rededor del brazo extendido del oponente (差し手 - agarre de brazo) para luego lanzarlo al suelo sin tocar su mawashi. Es una técnica bastante común.

### Kubinage
El kubinage (首投げ, "derribo de cabeza") es un kimarite en donde el atacante envuelve sus brazos sobre la cabeza (o cuello) del oponente, para luego lanzarlo hacia el suelo.

### Nichōnage
El nichōnage (二丁投げ, "derribo con caída") es un kimarite que consiste en extender la pierna derecha (o izquierda) al rededor de la parte exterior de la rodilla izquierda (o derecha) del oponente, para luego barrer ambas piernas fuera de la superficie y lanzarlo al suelo.

### Shitatedashinage
El shitatedashinage (下手出し投げ, "derribo halando por debajo del brazo") es un kimarite en donde el atacante extiende su brazo por debajo del brazo del oponente para así aferrarse a su mawashi mientras lo hala hacia el frente o a un lado, lanzándolo luego hacia el suelo.

### Shitatenage
El shitatenage (下手投げ, "derribo por debajo del brazo") es un kimarite en donde el atacante extiende su brazo por debajo del brazo del oponente para así aferrarse a su mawashi, moviéndose a un lado y lanzándolo hacia el suelo.

### Sukuinage
El sukuinage (掬い投げ, "derribo de brazo sin agarre de cinturón") es un kimarite en donde el atacante extiende su brazo por debajo de la axila del oponente y a través de su espalda mientras se mueve hacia un lado, forzando al oponente hacia adelante y lanzándolo al suelo sin tocar tocar su mawashi. 

### Tsukaminage
El tsukaminage (つかみ投げ, "derribo con levantamiento") es un kimarite en donde el atacante agarra al oponente por el mawashi y lo levanta en el aire fuera de la superficie para luego lanzarlo hacia el suelo.

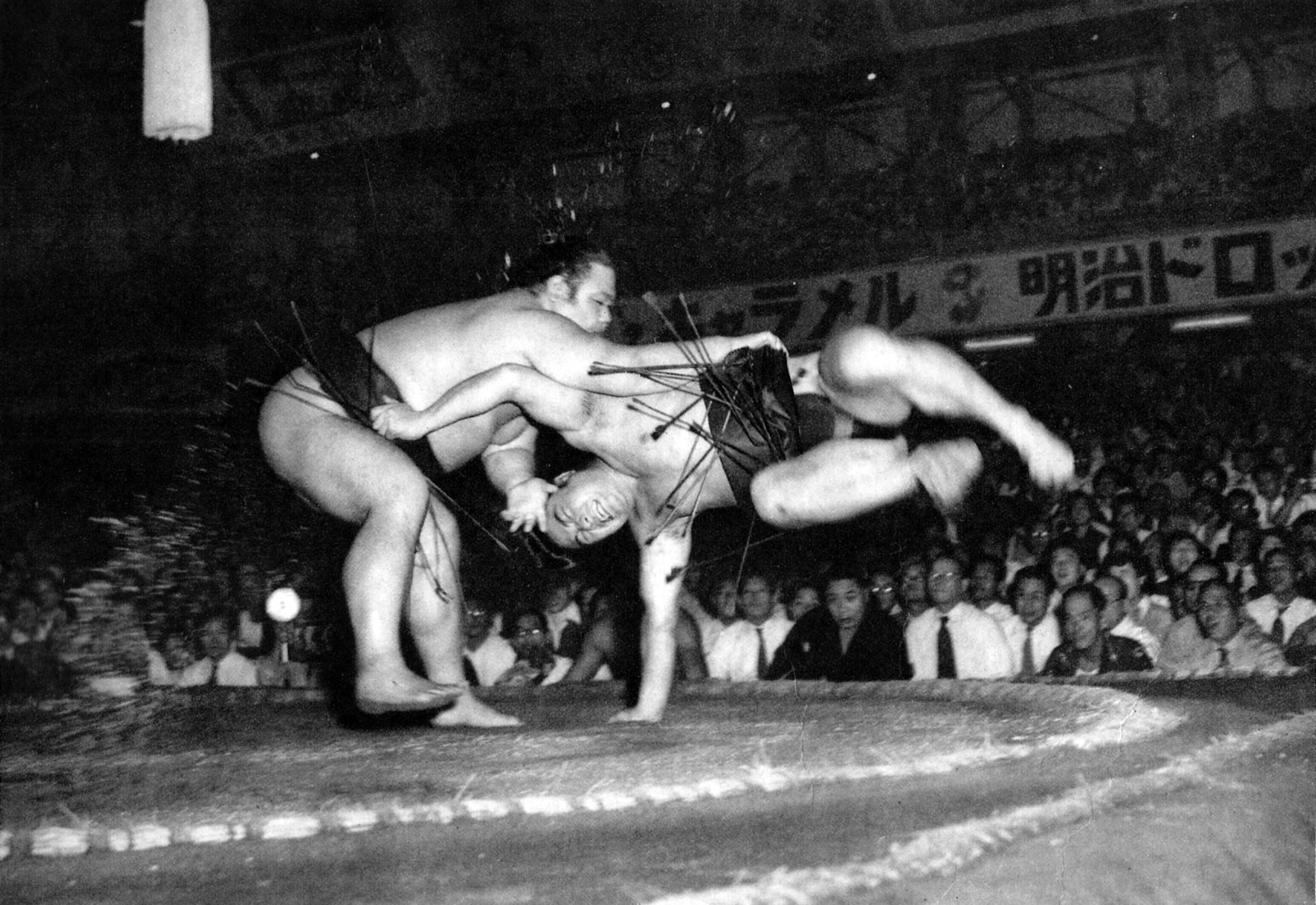
Azumafuji derrota a Tochinishiki utilizando el uwatenage.

### Uwatedashinage
El uwatedashinage (上手出し投げ, "derribo halando por encima del brazo") es un kimarite en donde el atacante extiende su brazo por encima del brazo  (o espalda) del oponente para así aferrarse a su mawashi mientras lo hala hacia el frente, lanzándolo luego hacia el suelo.

### Uwatenage
El uwatenage (上手投げ, "derribo por encima del brazo") es un kimarite en donde el atacante extiende su brazo por encima del brazo del oponente para así aferrarse a su mawashi, moviéndose a un lado y lanzándolo hacia el suelo.

### Yaguranage
El yaguranage (櫓投げ, "derribo con muslo interno") es un kimarite en donde, al haberse ambos luchadores aferrado a sus mawashi, el atacante empuja su pierna por debajo de la ingle (o muslo) del oponente, levantándole de la superficie y lanzándolo hacia el suelo. 

## Torsiones
Las técnicas de torsión (Japonés: 捻り手, rōmaji: hinerite) son los kimarite en donde el rikishi atacante gana el combate mediante el lanzamiento del oponente al suelo o provocando que se caiga en un movimiento de giro.

### Amiuchi
El amiuchi (網打ち, "derribo del pescador") es un tipo de derribo que consiste en utilizar ambas manos para halar el brazo del oponente, ocasionando que este caiga al suelo de frente. Su nombre se debe a que se parece mucho a la técnica que usan los pescadores japoneses para recoger las redes de pesca.

### Gasshōhineri
El gasshōhineri (合掌捻り, "torsión con manos entrelazadas") es un kimarite en donde el atacante entrelaza sus manos detrás de la espalda del oponente para luego torcerlo hacia un lado, lanzándolo hacia el suelo. Ver tokkurinage.

### Harimanage
El harimanage (波離間投げ, "derribo de cinturón invertido") es un kimarite en donde el atacante agarra el mawashi del oponente por la parte de atrás para luego lanzarlo al suelo de frente o de lado.

### Kainahineri
El kainahineri (腕捻り, "torsión de brazo con dos manos") es un kimarite en donde el atacante envuelve ambos brazos al rededor del brazo extendido del oponente y lo gira por el hombro para que caiga al suelo del dohyō. (Similar al tottari, pero con el cuerpo posicionado de manera distinta)

### Katasukashi
El katasukashi (肩透かし, "torsión de hombro hacia abajo") es un kimarite en donde el atacante agarra el brazo del oponente con ambas manos, las posiciona en su hombro y lo lanza hacia el suelo.

### Kotehineri
El kotehineri (小手捻り, "torsión de brazo hacia abajo")  es un kimarite en donde el atacante tuerce el brazo del oponente hacia abajo, girándolo y ocasionando que caiga al suelo.

### Kubihineri
El kubihineri (首捻り, "derribo con torsión de cabeza") es un kimarite en donde el atacante tuerce la cabeza del oponente hacia abajo, girándolo y ocasionando que caiga al suelo.

### Makiotoshi
El makiotoshi (巻き落とし, "torsión") es un kimarite en donde, al haber reaccionado rápidamente, el atacante tuerce el cuerpo (o torso) del oponente, girándolo y ocasionando que caiga al suelo sin tocar su mawashi.

### Ōsakate
El ōsakate (大逆手, "derribo por encima del brazo con torsión invertido") es un kimarite en donde el atacante toma el brazo extendido del oponente por encima de su brazo y lo tuerce hacia abajo mientras se aferra a su torso para luego lanzarlo hacia el suelo en la misma dirección del brazo.

### Sabaori
El sabaori (鯖折り, "forcejo hacia adelante y abajo") es un kimarite que consiste en agarrar el mawashi del oponente para luego halarlo hacia adelante, provocando que el oponente caiga al suelo sobre sus rodillas.

### Sakatottari
El sakatottari (逆とったり, "contra derribo con agarre de brazo") es un kimarite en donde el atacante envuelve su brazo al rededor del brazo del oponente mientras se aferra a su muñeca con la otra mano, torciéndolo y forzándolo a caer al suelo (puede ser considerado un "anti-tottari").

### Shitatehineri
El shitatehineri (下手捻り, "derribo con torsión por debajo del brazo") es un kimarite en donde el atacante extiende uno de sus brazos por debajo del brazo del oponente para así aferrarse a su mawashi, halándolo hacia abajo y provocando que el oponente caiga al suelo sobre sus rodillas.

### Sotomusō
El sotomusō (外無双, "torsión hacia abajo con muslo exterior") es un kimarite que consiste en usar la mano izquierda para agarrar la parte exterior del muslo derecho del oponente, girándolo sobre la rodilla izquierda del atacante haciendo que caiga al suelo.

### Tokkurinage
El tokkurinage (徳利投げ, "torsión de cabeza con dos manos") es un kimarite que consiste en agarrar la cabeza (o cuello) del oponente con ambas manos para luego girarlo y hacer caiga al suelo del dohyō.

### Tottari
El tottari (とったり, "derribo con agarre de brazo") es un kimarite que consiste en envolver ambas manos al rededor del brazo extendido del oponente para luego forzarlo a caer al suelo del dohyō.

### Tsukiotoshi

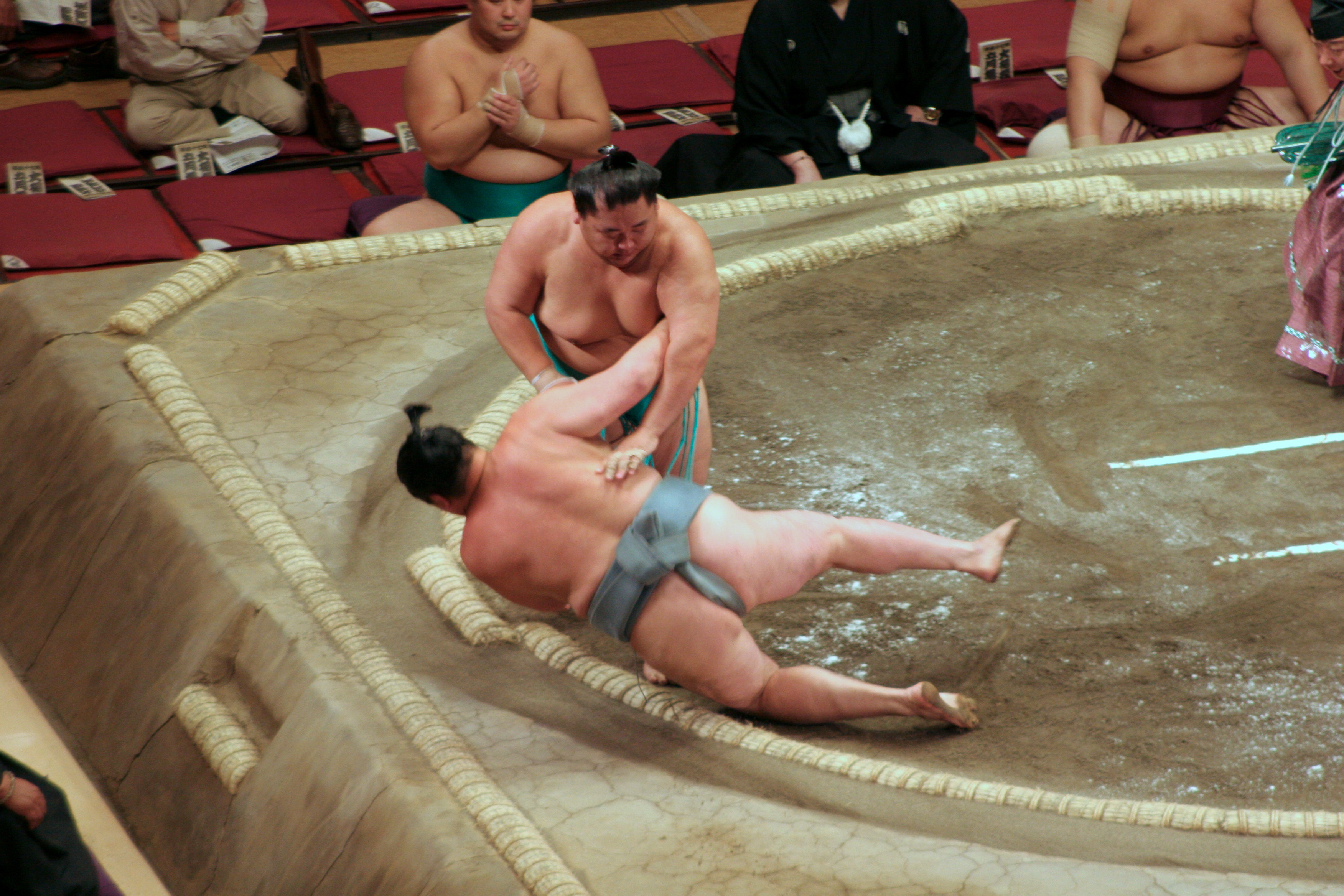
Tsukiotoshi

El tsukiotoshi (突き落とし, "embestida hacia abajo") es un kimarite que consiste en forzar al oponente fuera de su centro de gravedad empujándolo con los brazos aferrados a la parte superior del torso para luego girarlo y hacer que caiga al suelo del dohyō.

### Uchimusō
El uchimusō (内無双, "torsión hacia abajo con muslo interior") es un kimarite que consiste en usar la mano izquierda para agarrar la parte exterior del muslo izquierdo del oponente para luego girarlo hacia abajo y hacer que caiga al suelo. Es básicamente lo opuesto al sotomusō.

### Uwatehineri
El uwatehineri (上手捻り, "derribo con torsión por encima del brazo") es un kimarite en donde el atacante extiende uno de sus brazos por encima del brazo del oponente para así aferrarse a su mawashi, halándolo hacia abajo y provocando que el oponente caiga al suelo sobre sus rodillas.

### Zubuneri
El zubuneri (ずぶねり, "derribo con pivote de cabeza") es un kimarite en donde el atacante usa su cabeza como pivote para lanzar al oponente al suelo del dohyō durante un hineri.

## Caídas invertidas
Las técnicas de caída invertida (Japonés: 反り手, rōmaji: sorite) son los kimarite en donde el rikishi atacante gana el combate mediante el lanzamiento del oponente al suelo o forzándolo a caer hacia atrás.

### Izori
El izori (居反り, "caída invertida") es un kimarite en donde, al estar agachado debajo del oponente tras el tachi-ai, el atacante agarra desde atrás una o ambas rodillas del oponente (o también el mawashi) y las levanta hacia arriba para luego lanzarlo al suelo de espaldas.

### Kakezori
El kakezori (掛け反り, "caída invertida con enganche") es un kimarite en donde el atacante coloca su cabeza debajo del cuerpo y brazo extendido del oponente, para luego levantarlo y lanzarlo hacia el suelo de espaldas.

### Shumokuzori
El shumokuzori (撞木反り, "caída de martillo") es un kimarite que empieza en la misma posición del tasukizori pero el luchador atacante se lanza a sí mismo hacia atrás, asegurando que el oponente caiga primero al suelo debajo de él. Su nombre se debe a que se parece a la forma de los martillos de campana japoneses.

### Sototasukizori
El sototasukizori (外たすき反り, "caída invertida con reverso externo") es un kimarite en donde, al tener un brazo al rededor del brazo del oponente y el otro brazo al rededor de su pierna, el atacante lo levanta para luego lanzarlo de lado y hacia atrás.

### Tasukizori
El tasukizori (たすき反り, "caída-cuerda de kimono") es un kimarite en donde, al tener un brazo al rededor del brazo del oponente y el otro brazo al rededor de su pierna, el atacante lo levanta perpendicularmente a través de sus hombros para luego lanzarlo al suelo. Su nombre hace referencia a los tasuki, las cuerdas utilizadas para amarrar las mangas de los kimono tradicionales japoneses.

### Tsutaezori
El tsutaezori (伝え反り, "caída hacia adelante por debajo el brazo") es un kimarite en donde el atacante coloca el brazo extendido del oponente sobre su espalda para luego girarlo y hacer que caiga al suelo del dohyō.

## Técnicas especiales
Las técnica especiales (Japonés: 特殊技, rōmaji: tokushūwaza) son los kimarite en donde el rikishi atacante gana el combate utilizando técnicas que no se encuentran en las categorías anteriormente mencionadas.

### Hatakikomi

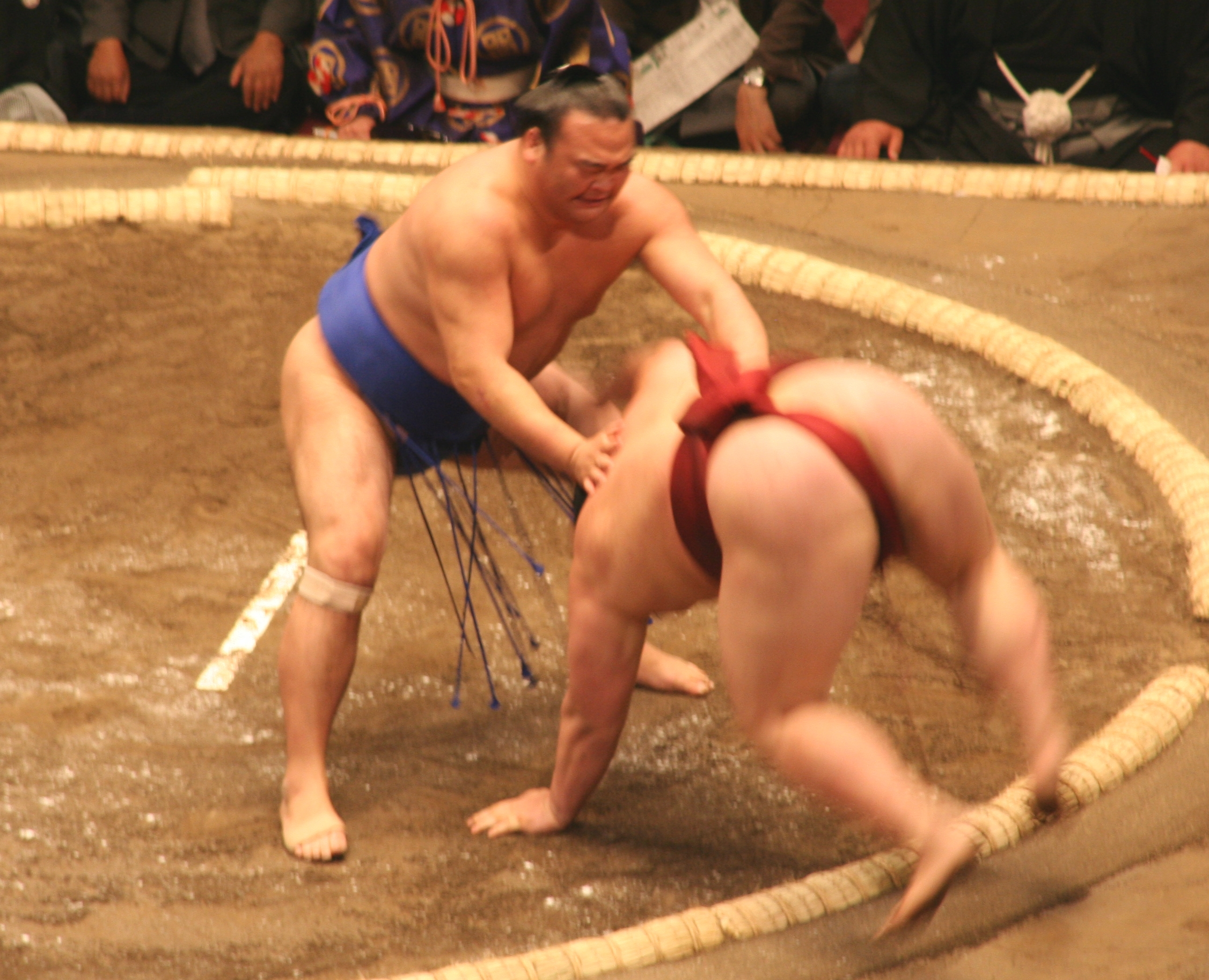
Hatakikomi

El hatakikomi (叩き込み, "manotazo") es un kimarite en donde el atacante le propina un manotazo al hombro, espalda o brazo del oponente para hacer que caiga al suelo hacia adelante.

### Hikiotoshi
El hikiotoshi (引き落とし, "halada de mano hacia abajo") es un kimarite en donde el atacante hala al oponente por el hombro, brazo o mawashi para hacer que caiga al suelo de frente.

### Hikkake
El hikkake (引っ掛け, "forcejo hacia afuera con agarre de brazo") es un kimarite en donde, al haberse movido hacia un lado, el atacante hala al oponente hacia adelante y fuera del dohyō agarrando su brazo con las dos manos.

### Kimedashi
El kimedashi (極め出し, "forcejo hacia afuera con bloqueo de brazo") es un kimarite en donde el atacante inmoviliza los brazos y hombros del oponente con sus brazos para luego sacarlo fuera del dohyō.

### Kimetaoshi
El kimetaoshi (極め倒し, "forcejo hacia abajo con bloqueo de brazo") es un kimarite en donde el atacante inmoviliza los brazos y hombros del oponente con sus brazos para luego hacer que caiga al suelo.

### Okuridashi
El okuridashi (送り出し, "empuje trasero hacia afuera") es un kimarite en donde el atacante empuja al oponente desbalanceado desde atrás para así sacarlo fuera del dohyō.

### Okurigake
El okurigake (送り掛け, "tropezón trasero") es un kimarite en donde el atacante hace tropezar al oponente desde atrás con el tobillo.

### Okurihikiotoshi
El okurihikiotoshi (送り引き落とし, "halada trasera") es un kimarite en donde el atacante hala al oponente desde atrás para que este caiga al suelo.

### Okurinage
El okurinage (送り投げ, "derribo trasero") es un kimarite en donde el atacante derriba al oponente desde atrás.

### Okuritaoshi
El okuritaoshi (送り倒し, "empuje trasero hacia abajo") es un kimarite en donde el atacante empuja al oponente desbalanceado desde atrás para hacer que este caiga al suelo.

### Okuritsuridashi
El okuritsuridashi (送り吊り出し, "levantamiento trasero hacia afuera") es un kimarite en donde el atacante agarra al oponente por el mawashi desde atrás, para luego levantarlo y lanzarlo fuera del dohyō.

### Okuritsuriotoshi
El okuritsuriotoshi (送り吊り落とし, "levantamiento trasero hacia abajo") es un kimarite en donde el atacante agarra al oponente por el mawashi desde atrás, para luego levantarlo y hacer caiga al suelo.

### Sokubiotoshi
El sokubiotoshi (素首落とし, "empuje de cabeza hacia abajo") es un kimarite en donde el atacante empuja la cabeza del oponente hacia abajo tomándolo por la nuca o el cuello para así lograr que este toque el suelo primero.

### Tsuridashi

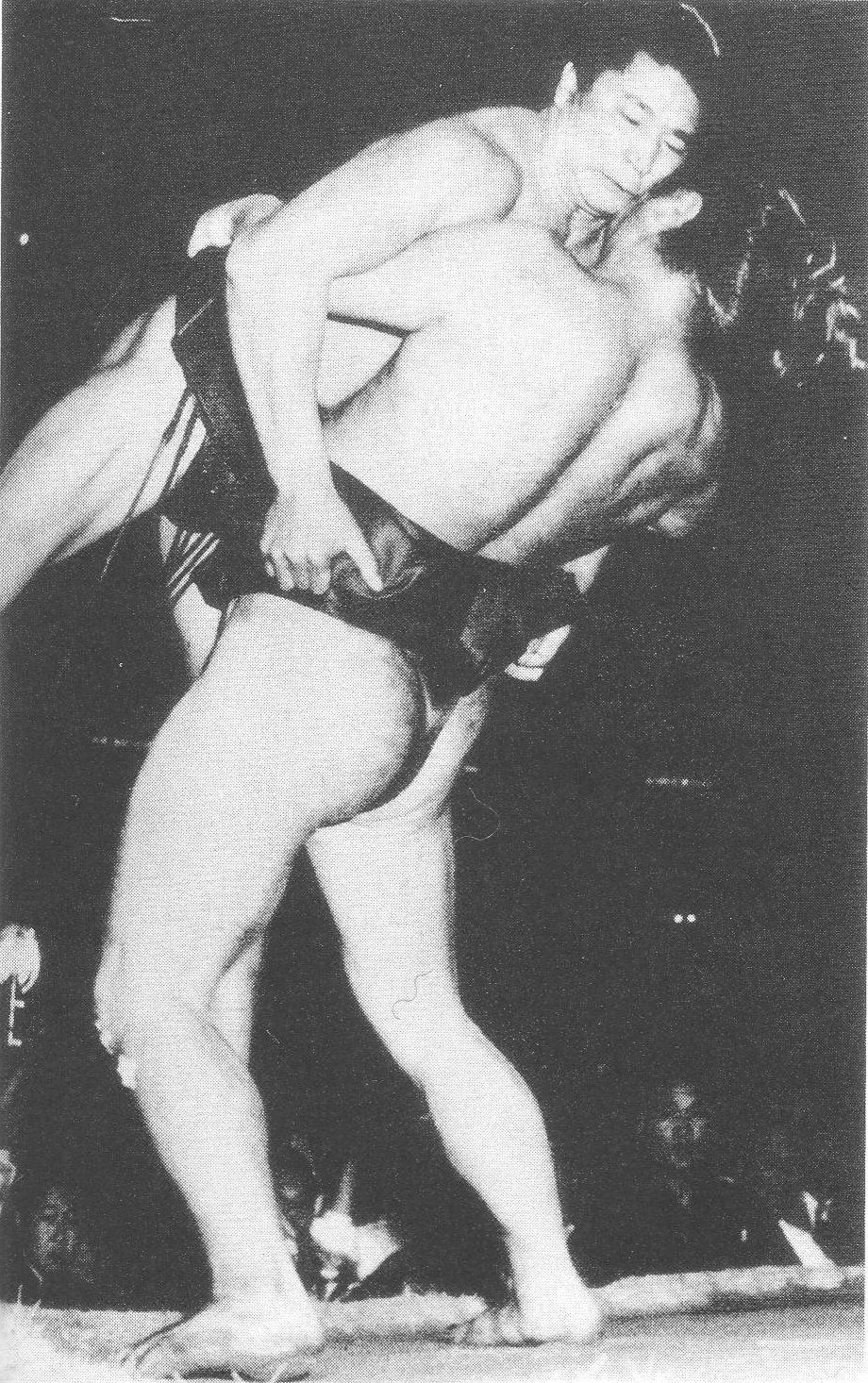
Tochinishiki derrota a Wakanohana utilizando el tsuridashi.

El tsuridashi (吊り出し, "levantamiento hacia afuera") es un kimarite en donde, al estar ambos luchadores posicionados de frente, el atacante agarra al oponente por el mawashi, lo levanta y lo deja fuera del dohyō.

### Tsuriotoshi
El tsuriotoshi (吊り落とし, "levantamiento hacia abajo") es un kimarite en donde, al estar ambos luchadores posicionados de frente, el atacante agarra al oponente por el mawashi y lo lanza hacia el suelo.

### Ushiromotare
El ushiromotare (後ろもたれ, "inclinación trasera hacia afuera") es un kimarite en donde, al estar el oponente detrás del atacante, este último se inclina de espaldas para sacarlo fuera del dohyō.

### Utchari
El utchari (うっちゃり, "derribo inverso con pivote") es un kimarite en donde, al estar ambos luchadores en el borde del dohyō, el atacante se dobla hacia atrás, torciendo el cuerpo del oponente para que este se salga del ring.

### Waridashi
El waridashi (割り出し, "forcejo hacia afuera con brazo superior") es un kimarite que consiste en empujar un pie del oponente hacia afuera, extendiendo el brazo a través de su pecho para luego usar la pierna y provocar que este se salga del ring.

### Yobimodoshi
El yobimodoshi (呼び戻し, "halada hacia abajo") es un kimarite en donde, al reaccionar rápidamente, el atacante hala al oponente aferrándose a su cintura para luego lanzarlo de lado hacia el suelo.

## "No técnicas"
Las "no técnicas" (Japonés: 非技, rōmaji: higi) son las cinco maneras en las que un rikishi puede ganar un combate sin utilizar una técnica.

### Fumidashi
El fumidashi (踏み出し, "paso trasero hacia afuera") ocurre cuando el oponente da un paso hacia atrás accidentalmente colocando el pie fuera del ring sin que el atacante haya realizado ningún kimarite.

### Isamiashi
El isamiashi (勇み足, "paso de frente hacia afuera") ocurre cuando el oponente esta realizando un kimarite en el borde del dohyō y accidentalmente coloca el pie fuera del ring.

### Koshikudake
El koshikudake (腰砕け, "colapso inadvertido") ocurre cuando el oponente cae de espalda por alguna razón sin que el atacante haya realizado ningún kimarite. Esto usualmente ocurre porque el oponente se ha sobre preparado ante el ataque.

### Tsukihiza
El tsukihiza (つきひざ, "caída de rodilla") ocurre cuando el oponente se tropieza y cae sobre una o ambas rodillas sin que el atacante haya realizado ningún kimarite.

### Tsukite
El tsukite (つき手, "caída de mano") ocurre cuando el oponente se tropieza y cae sobre una o ambas manos sin que el atacante haya realizado ningún kimarite.

### Fusen
El fusen (不戦) es declarado cuando el oponente no se presenta a un combate programado (por defecto). También hay términos correspondientes para referirse a una victoria por defecto (不戦勝, fusenshō) y a una derrota por defecto (不戦敗, fusenpai). Las victorias y derrotas por fusen también son registradas visualmente con cuadrados blancos y negros, a diferencia de los círculos blancos y negros que se usan normalmente para los combates.

### Hansoku
El hansoku (反則, "falta" o "infracción") es declarado cuando el oponente es descalificado. Esto normalmente ocurre cuando un luchador comete una falta (禁じ手, kinjite, "técnica prohibida") o cualquier otra violación, como por ejemplo, que su mawashi se desarme en pleno combate.

### Kimaritearcaicos y empates
La Asociación Japonesa de Sumo no intentó estandarizar las decisiones de los kimarite hasta 1935, y desde entonces, ha modificado la lista oficial varias veces. Como resultado, las bases de datos con los resultados de los combates de eras pasadas pueden tener a menudo kimarite que ya no son reconocidos por la institución.
Adicionalmente, la Asociación Japonesa de Sumo, con el paso del tiempo, ha dejado de usar varios métodos de empate para así favorecer las repeticiones de combates (取り直し, torinaoshi) y las derrotas. Similar al fusen, varios métodos de empate se registraban visualmente de diferente manera a las victorias y derrotas, empleando triángulos blancos y negros para ambos luchadores.